# 哈雷-梅泽堡省
哈雷-梅泽堡省（德语：Provinz Halle-Merseburg）是1944年至1945年间普鲁士自由邦的一个省。省会城市是梅泽堡。
哈雷-梅泽堡于 1944 年 7 月 1 日在前萨克森省的梅泽堡行政区 (Regierungsbezirk Merseburg) 外创建。 新省的省长是约阿希姆·阿尔布雷希特·埃格林（Joachim Albrecht Eggeling），他是纳粹哈雷-梅泽堡大区的大区长官。 1945 年，哈雷-梅瑟堡省被解散, 随后重建为萨克森州。